# Marek Broul
Marek Broul (* 14. února 1974 Ústí nad Labem) je primář Sexuologického oddělení Masarykovy nemocnice v Ústí nad Labem  a urolog Urologického oddělení, Nemocnice Litoměřice, Krajská zdravotní a.s. Od roku 2023 je předsedou České společnosti pro sexuální medicínu.

## Studium, vědecká a pedagogická činnost
V roce 1998 na 3. lékařská fakultě Univerzity Karlovy získal titul MUDr. v oboru všeobecné lékařství.
V roce 2013 složil mezinárodní zkoušku ze sexuální medicíny a stal se Fellow of the European Committee of Sexual Medicine (FECSM). V roce 2015 dokončil postgraduální studium (obor urologie) a obhájil disertační práci na téma Kvalita života a erektilní dysfunkce po radikální prostatektomii na Univerzitě Palackého v Olomouci.
V letech 1998 až 2000 pracoval na chirurgickém oddělení Nemocnice Teplice, 2000 až 2003 na Chirurgické klinice IPVZ Masarykově nemocnici v Ústí nad Labem a v letech 2003 až 2022 na Klinice urologie a robotické chirurgie Masarykovy nemocnice v Ústí nad Labem. Od roku 2022 je primářem Sexuologického oddělení Masarykovy nemocnice v Ústí nad Labem a členem Výzkumného centra Fakulty zdravotnických studií  Univerzity J. E. Purkyně v Ústí nad Labem.
Předmětem jeho vědecko-výzkumného zájmu je sexuologie a andrologie.

## Další činnost
Dlouhodobě se věnuje také popularizaci vědy prostřednictvím realizace přednášek pro odborné společnosti i veřejnost. Publikuje v odborných lékařských i lifestylových časopisech články, zaměřené především na problematiku urologie, sexuologie a andrologie.